# Хериот, Джордж
Джордж Хериот, также Хэриот, Гериот (англ. George Heriot, 15 июня 1563, Гладсмур, Ист-Лотиан, Шотландия — 12 февраля 1624, Лондон, Англия) — шотландский ювелир и филантроп, основатель Школы Джорджа Хериота в Эдинбурге. Придворный ювелир короля Якова VI Шотландского и его супруги Анны Датской. Эта должность и выгодные ссуды, которые Хериот предоставлял королю, принесли ему огромное богатство.
В 1603 году Хериот последовал в Лондон за королевским двором, перенесённым в столицу Англии в ходе объединения английской и шотландской династий (союз корон).
Хериот был женат дважды, но все его законнорождённые дети рано умерли. Почти всё своё имущество он завещал на строительство и дальнейшее финансирование сиротского приюта в Эдинбурге.
В 1885 году имя Хериота было включено в состав названия Университета Хериота-Уатта. Кроме того, в его честь названы несколько улиц и паб в Эдинбурге.

## Ранние годы
Хериот был старшим сыном и одним из десятерых детей в семье Джорджа Хериота и Элизабет, урождённой Бальдерстоун (Balderstone). Его отец был потомственным ювелиром и членом парламента Шотландии.
14 января 1586 года Хериот обручился с Кристианой Марджорибэнкс (Marjoribanks), дочерью эдинбургского купца Саймона Марджорибэнкса. У них родилось двое сыновей, но оба погибли в ранней юности (по всей вероятности, утонули в море в 1603 году, во время переезда Хериота в Англию). Как подарок на свадьбу и по случаю завершения ученичества отец подарил Хериоту 1500 мерков (около 80 фунтов стерлингов), на которые тот открыл собственное дело в квартале Лакенбутс — небольшую лавку рядом с собором Святого Эгидия.
В 1588 году, в возрасте двадцати четырёх лет, Хериот вошёл в состав городского самоуправления Эдинбурга. В мае того же года он был принят в Эдинбургскую корпорацию ювелиров, а к октябрю 1593 года был избран её главой.

## Придворный ювелир

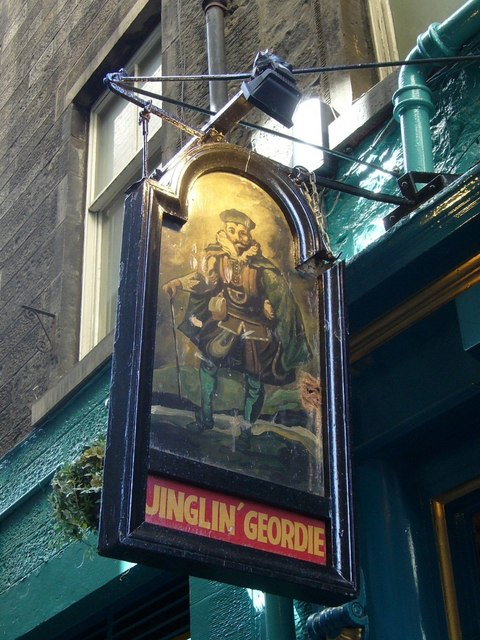
Паб в Старом городе Эдинбурга, названный в честь Джорджа Хериота, который носил прозвище Jinglin' Geordie («Динь-Динь-Джорди», намёк на звон монет в кошельке).

С начала 1590-х годов Хериот поставлял ювелирные украшения королеве-консорту Анне Датской. 17 июля 1597 года он был официально назначен личным ювелиром королевы. В период Раннего Нового времени роль ювелира не сводилась к изготовлению украшений и торговле предметами из драгоценных камней и металлов: получив это назначение, Хериот фактически стал банкиром королевы (прежде та пользовалась услугами немецкого ювелира Якоба Крогера). За последующие годы он предоставил ей множество крупных ссуд, зачастую под залог купленных у него же ювелирных изделий. Анна страстно любила и коллекционировала драгоценности; к концу 1590-х годов ей и королю уже приходилось брать внушительные займы для возмещения расходов на это увлечение, так что место придворного ювелира приносило Хериоту немалую прибыль — по приблизительным оценкам, за период с 1593 по 1603 годы его доходы составили не менее 50 тысяч фунтов стерлингов.
В марте 1599 года король Яков VI, задолжавший Хериоту 6720 фунтов за ювелирные изделия, передал ему в качестве залога золотое украшение, в которое входили 74 мелких и 1 крупный бриллиант. В июне того же года Яков распорядился вернуть из казны долг по займу, взятому под залог драгоценностей королевы, а в августе Хериот продал Анне Датской украшения на сумму 400 фунтов (выплаченных из ежегодной субсидии, которую предоставляла шотландской короне Елизавета I).
С годами финансовые связи Хериота с шотландской короной только крепли: в 1601 году он был назначен личным ювелиром Якова VI и принял участие в разработке денежной реформы Шотландии, а в 1603 году вошёл в число откупщиков. Хериот владел таунхаусом на Стрэнде, поместьем в Роугемптоне и большим участком земли в Эдинбурге.
В 1603 году состоялся союз корон: Яков VI стал королём Англии, Шотландии и Ирландии и в дальнейшем правил тремя королевствами под именем Якова I. Он перенёс королевский двор в Лондон, и Хериот последовал за ним. В ноябре того же года он был заново утверждён в должности королевского ювелира с годовым жалованием в 150 фунтов (одновременно такие же назначения получили английские ювелиры Джон Шпильман и Уильям Геррик). По сравнению с прибылью от продаж и процентами от ссуд это жалование было ничтожным; к 1609 году долг королевы Анны перед Хериотом вырос до 18 тысяч фунтов.
Большинство дошедших до нас счетов на драгоценности Анны Датской (на общую сумму около 40 тысяч фунтов) относятся к периоду с 1605 по 1615 год. Дела с Хериотом от имени королевы нередко вели её служанки — Маргарет Хартсайд и Доротея Силкинг. Хериот дважды чинил медальон с миниатюрным портретом Изабеллы Клары Евгении, который часто носила Анна Датская. В числе сохранившихся изделий Хериота — миниатюрный золотой ларчик с бриллиантовой инкрустацией в форме инициалов королевы (Анна подарила его своей фрейлине, Энн Ливингстон, а в настоящее время этот ларчик хранится в музее Фицуильяма в Кембридже) и пара серёг, украшенных эмалевыми вставками с изображением головы мавра (ныне в частной коллекции). Сам Хериот описал эти серьги в 1609 году как «две подвески в виде голов мавра с бриллиантами, 70 фунтов ценой». Вероятно, то была дань ещё одному увлечению Анны Датской: её восхищали театральные образы чернокожих персонажей, как о том свидетельствует «Маска тьмы» Бена Джонсона, написанная по заказу королевы.
Хериот также поставлял ювелирные изделия принцу Генри и фавориту короля Роберту Карру. Для последнего он изготовил драгоценную цепь стоимостью 250 фунтов, состоявшую из 60 звеньев, каждое из которых было украшено тремя мелкими бриллиантами; в 1615 году, когда Роберт впал в немилость, это украшение вернули ювелиру.
В 1609 году, после смерти своей жены Кристианы, Хериот посетил Эдинбург, где сочетался браком с Элисон Примроуз (Primrose) — дочерью Джеймса Примроуза из Каррингтона, письмоводителя при Тайном совете Шотландии. По всей вероятности, Элисон была сестрой Арчибальда Примроуза, лорда Каррингтона. Брак оказался недолгим: в 1612 году вторая жена Хериота умерла бездетной.
Вместе с другими королевскими ювелирами — Эйбрахамом Хардеретом, Уильямом Герриком и Джоном Шпильманом — Хериот участвовал в похоронной процессии Анны Датской в 1619 году.

## Смерть и наследство

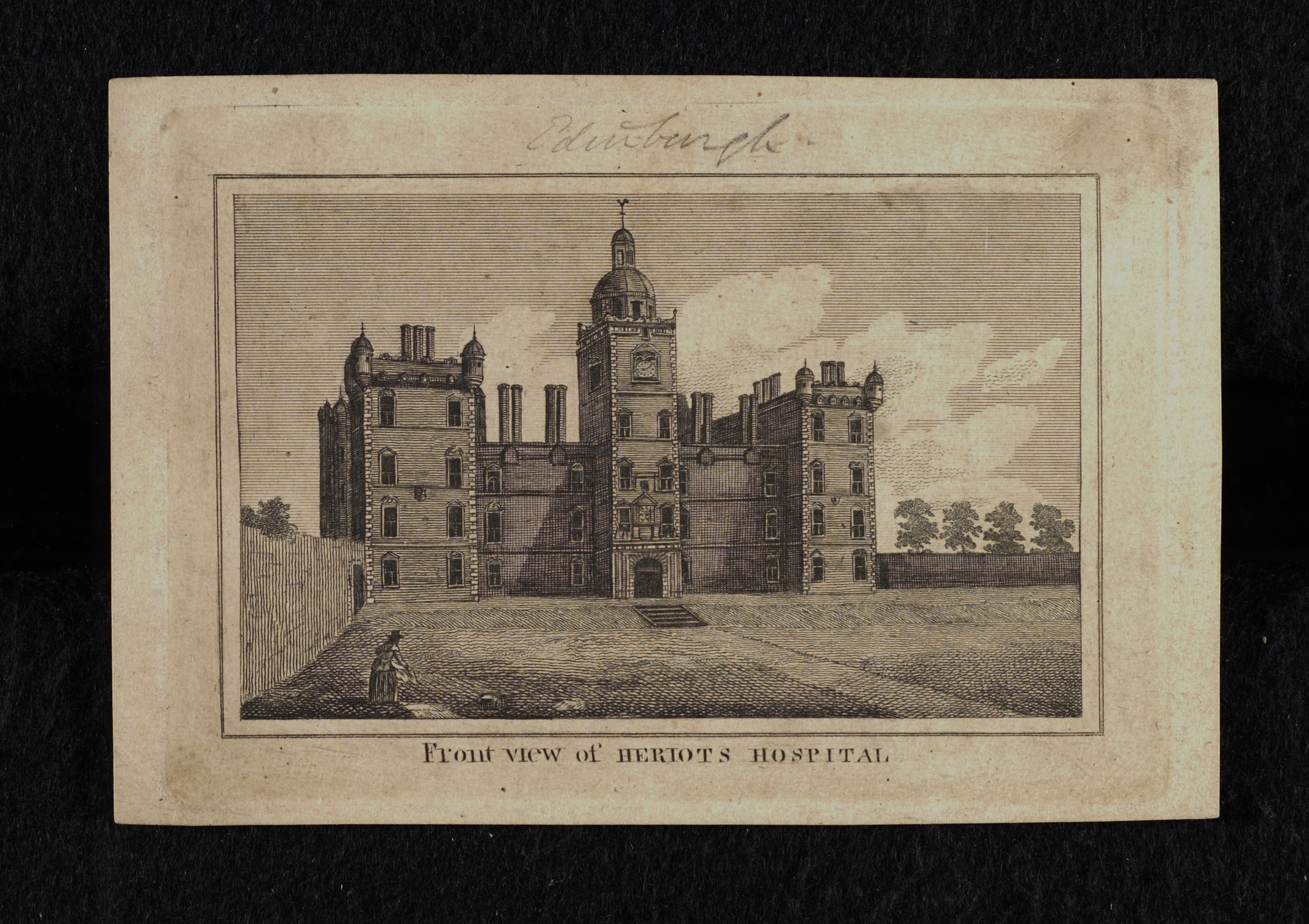
Приют Хериота, фасад (вид с севера)

Хериот умер в Лондоне в феврале 1624 года и был похоронен в церкви Святого-Мартина-в-полях. Проповедь на его похоронах читал Уолтер Балканкуолл — шотландский священник, назначенный одним из душеприказчиков Хериота и, возможно, приходившийся ему племянником по матери.
Первая жена родила Хериоту не менее четырех детей, в том числе двух сыновей, погибших в море задолго до его собственной смерти. Он оставил деньги на содержание двух незаконнорождённых дочерей — десятилетней Элизабет Бэнд (р. 1613) и четырёхлетней Маргарет Скотт (р. 1619), а также выделил некоторые суммы своей мачехе, единокровным братьям и сёстрам, племянникам и племянницам. Но основная часть его состояния (около 23 625 фунтов) была завещана на строительство приюта для бесплатного воспитания и образования эдинбургских сирот.
Строительство Приюта Хериота началось в 1628 году, за чертой города, непосредственно к югу от Эдинбургского замка и по соседству с церковью Грейфрайерс. В ходе Английской революции, в 1648 году, только что достроенное здание заняли солдаты Оливера Кромвеля. Приют открылся только в 1659-м, приняв в своих стенах тридцать учеников, среди которых были не только сироты, но и дети из малообеспеченных семей. В 1880-е годы руководство приюта, теперь уже носившего имя Школы Джорджа Хериота, начало взимать плату за обучение с некоторых учеников, но и по сей день школа остаётся благотворительной, предоставляя бесплатное образование детям, оставшимся по меньшей мере без одного родителя.

## Памятники
Статуя Хериота работы Роберта Милна, королевского мастера-каменщика, установлена во внутреннем дворе Школы Джорджа Хериота, над проходом через северную башню. Латинская надпись на памятнике гласит: Corporis haec, animi est hoc opus efigies («Эта статуя изображает мое тело, а это здание — мою душу».
Статуя Джорджа Хериота работы Питера Слейтера входит в число скульптур, украшающих Монумент Скотта на Принсес-стрит. Она расположена на нижнем ярусе юго-западного контрфорса. Хериот изображен стоящим и держащим в руках макет за́мка: одновременно и символ Эдинбурга, и модель школы, построенной на его средства, и пробирное клеймо золота, которым пользовались шотландские ювелиры XVII века.

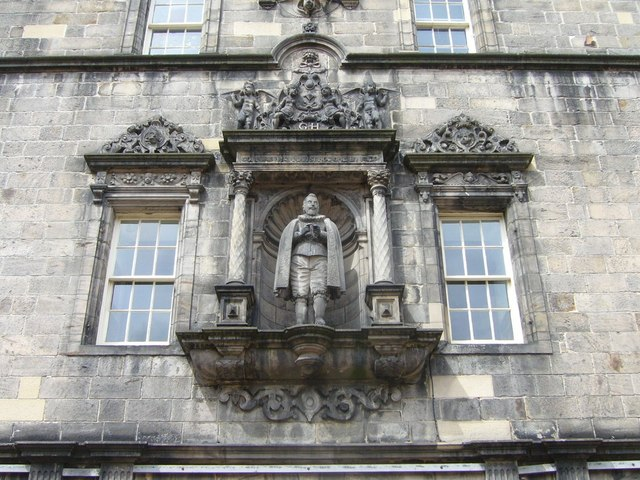
Статуя Джорджа Хериота во дворе основанной им школы
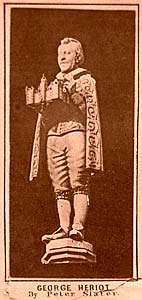
Статуя Джорджа Хериота на Монументе Скотта

## В литературе
Джордж Хериот — один из персонажей романа Вальтера Скотта «Приключения Найджела».
Призрак Джорджа Хериота фигурирует в стихотворении Роберта Фергюссона «Призраки: кладбищенская эклога» (The Ghaists: A Kirk-Yard Ecologue, 1773).

### Статьи
- Espinasse, Francis. Heriot, George (1523–1624) (англ.) // Lee, Sidney (ed.) Dictionary of National Biography. — London: Smith, Elder & Co., 1891. — P. 244—246.
- Handley, Stuart. Heriot, George (1523—1624) (англ.) // Oxford Dictionary of National Biography (online edition). — Oxford University Press, 2008.
- Meikle, Maureen & Payne, Helen. Anne (1574—1619) (англ.) // Oxford Dictionary of National Biography (online edition). — Oxford University Press, 2008.
- Packer, Daniel. Jewels of 'Blacknesse' at the Jacobean Court (англ.) // Journal of the Warburg and Courtauld Institutes. — 2012. — Vol. 75. — P. 201—222.
- Simm, Fraser. The Archives of George Heriot’s School (англ.) // Scottish Archives. — Edinburgh, UK: The Scottish Records Association, 2014. — Vol. 20.